# Sempervivum wulfenii
Sempervivum wulfenii és una espècie de planta amb flors de la família de les crassulàcies (Crassulaceae) del gènere Sempervivum.

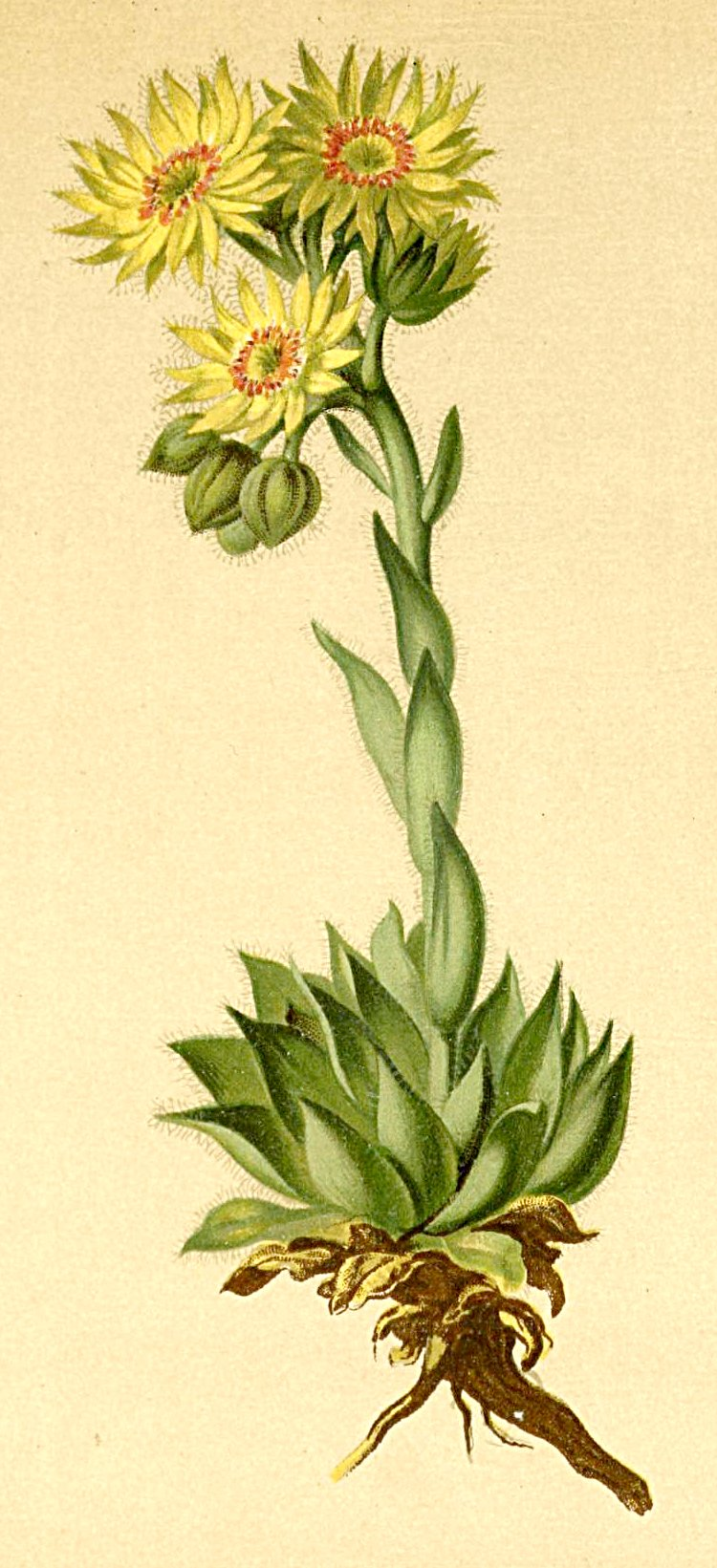
Sempervivum wulfenii subsp. wulfenii a l'Atles de la flora alpina d'Anton Hartinger

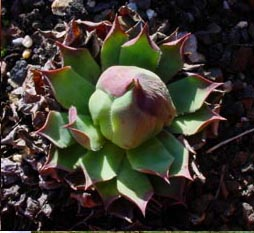
Sempervivum wulfenii, Roseta amb fulles interiors extremadament tancades

.

## Descripció
Sempervivum wulfenii creix amb rosetes obertes de 4 a 5 (rarament fins a 10) cm de diàmetre, que formen uns quants estolons forts de fins a 10 cm de llarg. Les fulles són espatulades allargades de color verd grisenc a verd blau i sovint porpra fosc a la base. El seu limbe foliar és lleugerament glauc fa de 20 a 40 mm de llarg i de 10 a 15 mm d'amplada. Les seves vores estan lleugerament corbades cap a dins cap a la punta. La vora de la fulla està fortament ciliada amb glàndules, però sovint és glabra a la part superior. Per protegir-se, les fulles de roseta interior sovint es tanquen en forma de con, cosa que és especialment pronunciada en aquesta espècie.
Les tiges florals fan una llargada de 10 a 30 cm. La inflorescència compacta cimosa consta de tres espirals curts. Tenen entre 10 a 18 flors i solen tenir de 13 a 16 pètals. Els seus sèpals punxeguts de vegades són de color porpra. Tenen uns 6 mm de llarg i fusionats entre ells a uns 2 mm. Els pètals punxeguts de color groc llimona són lineals a lanceolats i fan uns 10 mm de llarg i d'1 a 2 mm d'amplada. Tenen una taca porpra a la base. Els estams són de color porpra a vermellós porpra, de vegades verd porpra, les anteres són grogues. L'estil fa uns 2 mil·límetres de llarg i de color groc llimona pàl·lid. Els petits nectaris són quadrats.
L'època de floració és el juliol i l'agost.
El nombre de cromosomes és de {\displaystyle 2n=36}.

## Ecologia
Entre els visitants de les flors hi ha abelles, borinots, mosques i també sírfids i papallones.

## Distribució i hàbitat
Sempervivum wulfenii està molt estès als Alps orientals a Suïssa, a Itàlia, Àustria i Eslovènia a altituds de 450 a 2610 m. A la zona de Bernina arriba a una alçada de 2610 m. L'espècie evita els sòls calcaris. Les varietats de creixement atípicament baix es troben a l'extrem est de la distribució. L'espècie prospera especialment a les comunitats vegetals Fetucetum halleri i Festucetum variae.

## Taxonomia
Sempervivum wulfenii va ser descrita per David Heinrich Hoppe ex-Franz Karl Mertens i Wilhelm Daniel Joseph Koch i publicat a JC Röhlings Deutschlands Flora 3: 386, a l'any 1831.
Etimologia
Sempervivum: nom compost per a dues paraules llatines Semper ("sempre") i vivus ("vivent"). Són Sempervivum a causa de ser plantes perennes que mantenen les fulles a l'hivern, i ser força resistents a condicions dificultoses de creixement.
wulfenii: epítet en honor del botànic Franz Xaver Freiherr von Wulfen.
Subespècies
- Sempervivum wulfenii subsp. juvanii (Strgar) C.Favarger & J.Parn. (Sinònim: Sempervivum juvanii Strgar): Aquest clan, descrit per primera vegada el 1971, té superfícies de fulles peludes i es pot trobar a Eslovènia a Donačka Gora.
- Sempervivum wulfenii subsp. wulfenii: Aquesta subespècie té superfícies de fulles llises i habita la zona esmentada amb l'excepció d'Eslovènia.